# Пенджаб (Британская Индия)
Пенджаб, или Панджаб, по-древнеиндийски (санскр.) Панчанада (англ. Punjab, англ. Panjab, з.-пандж. پنجاب, в.-пандж. ਪੰਜਾਬ, «Пятиречье») — провинция на крайнем северо-западе Британской Индии, существовавшая в 1849—1947 годах.

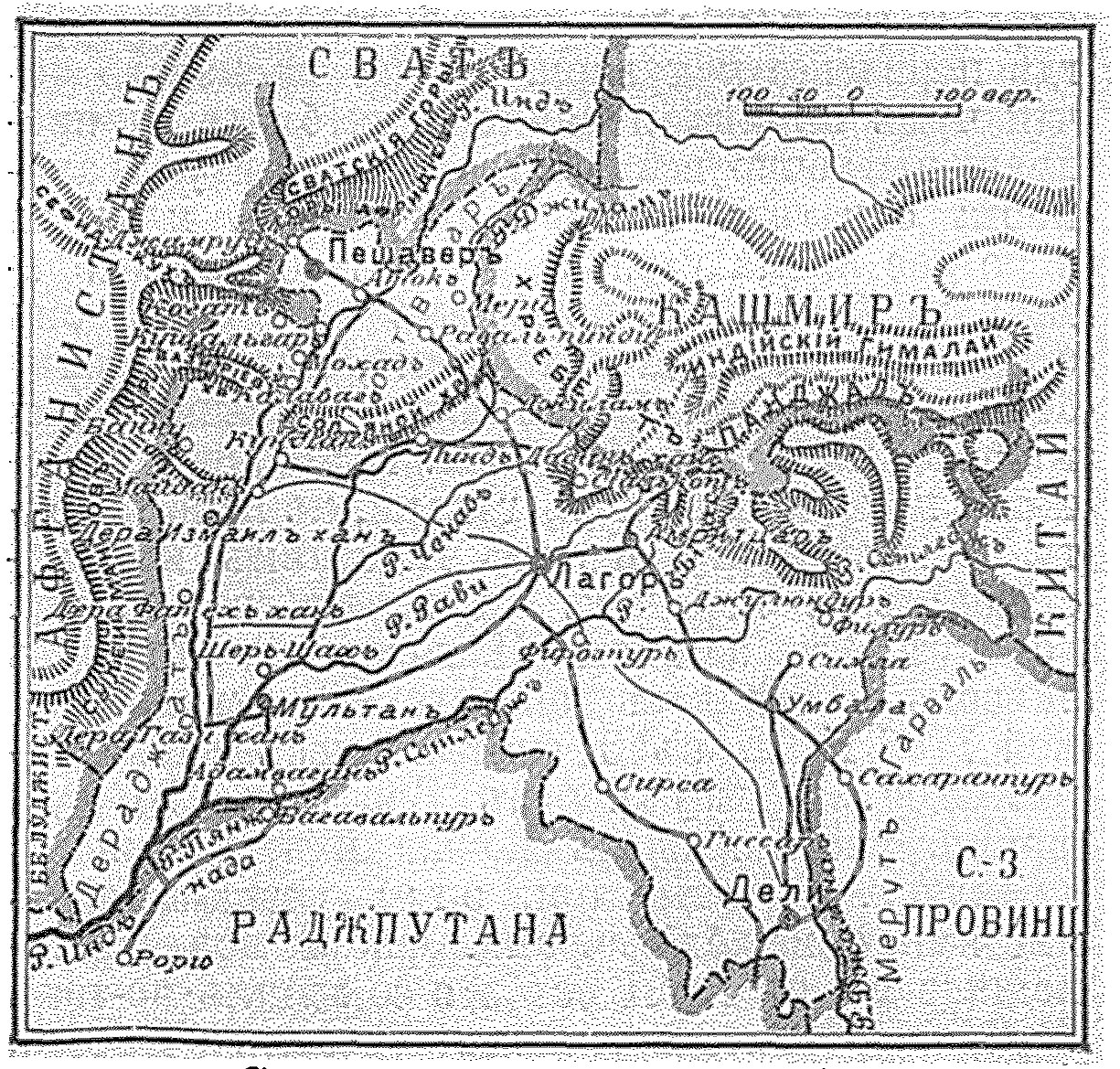
Пенджаб
(рисунок из статьи «Пенджаб»
«Военная энциклопедия Сытина»)

Провинция Пенджаб образована в 1849 году из территорий, до того входивших в состав государства сикхов, и некоторых других земель. Граничила на севере с горными государствами Сват и Бунер в Кафиристане и Кашмиром, на западе с Келатом (Белуджистан) и Афганистаном, от которого отделялась восточными отрогами Сулеймановых гор, на юге — с Раджпутаной, Раном Качским и Аравийским морем, на востоке — с Китаем и другими северо-западными провинциями Британской Индии, от которых отделялась Джамуной.
Площадь провинции составляла 509,111 тыс. км², население — 25,13 млн человек (на 1891 год). В том числе 408,816 тыс. км² и 20,866 млн жителей приходились непосредственно на английские территории, остальное — на вассальные государства, так называемые англ. Punjab Native States и Чайпур.
Пенджаб производил пшеницу, виноград, масличные растения; кроме того, из провинции вывозили соль, каменный уголь, железо, золотой песок, квасцы, серу, селитру, сахарный тростник, индиго. Развивались шелководство, выращивание чая, скотоводство, торговля шерстяными товарами, транзитная торговля с Афганистаном (главным образом караванная, на мулах и верблюдах). По Инду и Сатледжу ходили пароходы (по Сатледжу только в дождливое время года). Железная дорога соединяла Пенджаб с главной сетью Верхнеиндийских железных дорог и с океаном у Карачи.
Население северной части провинции состояло по преимуществу из тибетских монголов и афганцев. В целом население было крайне смешанным: огромное количество различных племён, и мусульман, и индусов. В 1891 году христиан было 54 тысячи, джайнов 45 тысяч, буддистов 6 тысяч, парсов 400, евреев 33. Большая часть населения занималась земледелием, но доля городского населения в Пенджабе была выше, чем в других провинциях Британской Индии.